# قرار مجلس الأمن التابع للأمم المتحدة رقم 2073
قرار مجلس الأمن التابع للأمم المتحدة رقم 2073، المتخذ بالإجماع في 7 نوفمبر 2012.

## روابط خارجية
- نص القرار في undocs.org